# シャルリ・カッサン
シャルリ・カッサン(Charlie Cassang、1995年2月8日 - )は、トップ14リヨンOUに所属するラグビー選手。

## プロフィール
- フランス出身[1]。
- ポジションはスクラムハーフ(SH)。
- 身長 173cm、体重 80kg
- バローグループ presents 日仏ラグビーチャリティマッチ2019〜FOR ALL 復興〜でトップリーグ選抜と対戦してマン・オブ・ザ・マッチに選ばれた[2]。

## 略歴
ASMクレルモン、バイヨンヌを経て、2020年、オヨナに加入。 
2024年、リヨンOUに加入。